# أتيراو
أتيراو (بالكازخية:Атырау)، وعرفت بـ«غورييف» حتى عام 1991، هي مدينة في كازاخستان وعاصمة مقاطعة أتيراو الواقعة على بحر قزوين يمر بها نهر الأورال الذي يقسمها بين قارتي آسيا وأوروبا. تقع على بعد 2700 كلم غرب مدينة ألماتي و 351 كلم جنوب مدينة لأستراخان الروسية. تشتهر مدينة أتيراو المعاصرة بحقول النفط الغنية وبصناعات صيد الأسماك. بلغ عدد سكانها في 2007 حوالي 154,100 نسمة و90٪ منهم من أصول كازاخية والبقية من أصول روسية[ ؟ ] وتاتارية وأوكرانية.

## تاريخها
بنى الروس أول حصن على مصب نهر الأورال (والذي عرف بنهر يايك]] عام 1945 وسمي يـ«نيجي ياتزكي غورووك» ويعني «حصن يايك الأسفل» كممر للتجار وبين خيفا وبخارى. دمّر القوزاق الحصن وأعاد بنائها أسرة غورييف بين عامي 1647 و 1662 بالحجارة. بعدها، أرسل القيصر أليكس الأول قوات ستريليتس لحمايتها من هجمات القوزاق. بالرغم من هذا، استطاع ستينكا رازين احتلال المدينة عام 1667. بعدها، فقدت المدينة أهميتها الإسترتيجية وهجرت عام 1810. وعرفت المدينة بين عامي 1708 و 1992 بغورييف.

## جغرافيتها
أتيراو، مع جارتها أكتاو، هما المرفأين الكازاخستانين الأساسيين على بحر قزوين. تقع على دلتا مصب نهر الأورال بعلو 20م تحت سطح البحر. تقع في قارتي أسيا وأوروبا ويقسمها نهر الأورال. هي مركز المنخفض القزويني الغني بالنفط. وهناك العديد من حقول النفط في منطقتي حقل تنغز وحقل كاشاغان. وأنشىء خط نقل نفطي بين أتيراو وسامارا والذي يندمج مع نظام خطوط نفط روسيا. ويوجد خط نقل نفط منفصل يصل إلى مدينة نوفوروسيك الروسية على شاطىء البحر الأسود.

## طقسها
| البيانات المناخية لـAtyrau        | البيانات المناخية لـAtyrau | البيانات المناخية لـAtyrau | البيانات المناخية لـAtyrau | البيانات المناخية لـAtyrau | البيانات المناخية لـAtyrau | البيانات المناخية لـAtyrau | البيانات المناخية لـAtyrau | البيانات المناخية لـAtyrau | البيانات المناخية لـAtyrau | البيانات المناخية لـAtyrau | البيانات المناخية لـAtyrau | البيانات المناخية لـAtyrau | البيانات المناخية لـAtyrau |
| الشهر                             | يناير                      | فبراير                     | مارس                       | أبريل                      | مايو                       | يونيو                      | يوليو                      | أغسطس                      | سبتمبر                     | أكتوبر                     | نوفمبر                     | ديسمبر                     | المعدل السنوي              |
| --------------------------------- | -------------------------- | -------------------------- | -------------------------- | -------------------------- | -------------------------- | -------------------------- | -------------------------- | -------------------------- | -------------------------- | -------------------------- | -------------------------- | -------------------------- | -------------------------- |
| الدرجة القصوى °م (°ف)             | 10.5 (50.9)                | 15.0 (59.0)                | 26.3 (79.3)                | 32.5 (90.5)                | 37.6 (99.7)                | 41.9 (107.4)               | 42.7 (108.9)               | 41.6 (106.9)               | 40.1 (104.2)               | 29.6 (85.3)                | 19.9 (67.8)                | 11.8 (53.2)                | 42.7 (108.9)               |
| متوسط درجة الحرارة الكبرى °م (°ف) | −2.8 (27.0)                | −1.8 (28.8)                | 5.8 (42.4)                 | 17.2 (63.0)                | 24.5 (76.1)                | 30.8 (87.4)                | 33.4 (92.1)                | 31.6 (88.9)                | 24.6 (76.3)                | 15.3 (59.5)                | 5.1 (41.2)                 | −1.1 (30.0)                | 15.2 (59.4)                |
| المتوسط اليومي °م (°ف)            | −6.4 (20.5)                | −6.3 (20.7)                | 0.8 (33.4)                 | 11.2 (52.2)                | 18.4 (65.1)                | 24.5 (76.1)                | 26.8 (80.2)                | 24.8 (76.6)                | 18.0 (64.4)                | 9.7 (49.5)                 | 1.3 (34.3)                 | −4.3 (24.3)                | 9.9 (49.8)                 |
| متوسط درجة الحرارة الصغرى °م (°ف) | −9.4 (15.1)                | −9.9 (14.2)                | −3.1 (26.4)                | 6.1 (43.0)                 | 12.8 (55.0)                | 18.4 (65.1)                | 20.5 (68.9)                | 18.5 (65.3)                | 12.3 (54.1)                | 5.0 (41.0)                 | −1.7 (28.9)                | −7.0 (19.4)                | 5.2 (41.4)                 |
| أدنى درجة حرارة °م (°ف)           | −37.9 (−36.2)              | −37.4 (−35.3)              | −32.3 (−26.1)              | −12.3 (9.9)                | −2.3 (27.9)                | 2.3 (36.1)                 | 8.1 (46.6)                 | 4.8 (40.6)                 | −5.7 (21.7)                | −15.7 (3.7)                | −29.8 (−21.6)              | −35.8 (−32.4)              | −37.9 (−36.2)              |
| الهطول مم (إنش)                   | 14 (0.6)                   | 11 (0.4)                   | 17 (0.7)                   | 18 (0.7)                   | 23 (0.9)                   | 18 (0.7)                   | 10 (0.4)                   | 12 (0.5)                   | 8 (0.3)                    | 16 (0.6)                   | 18 (0.7)                   | 14 (0.6)                   | 178 (7.0)                  |
| متوسط الأيام الممطرة              | 5                          | 4                          | 6                          | 8                          | 9                          | 7                          | 6                          | 5                          | 5                          | 8                          | 10                         | 6                          | 79                         |
| متوسط الأيام المثلجة              | 14                         | 11                         | 7                          | 1                          | 0                          | 0                          | 0                          | 0                          | 0                          | 1                          | 5                          | 11                         | 50                         |
| متوسط الرطوبة النسبية (%)         | 84                         | 80                         | 74                         | 58                         | 50                         | 50                         | 45                         | 46                         | 52                         | 64                         | 80                         | 84                         | 63                         |
| ساعات سطوع الشمس الشهرية          | 99.2                       | 138.4                      | 167.4                      | 246.0                      | 310.0                      | 330.0                      | 344.1                      | 322.4                      | 267.0                      | 195.3                      | 105.0                      | 74.4                       | 2٬599٫2                    |
| المصدر #1: Weatherbase            |                            |                            |                            |                            |                            |                            |                            |                            |                            |                            |                            |                            |                            |
| المصدر #2: Hong Kong Observatory  |                            |                            |                            |                            |                            |                            |                            |                            |                            |                            |                            |                            |                            |

## الصناعة

### النفط
تقع ثالث أكبر مصافي نفط كازخستان في مدينة أتيراو وتديرها شركة كازمونايغاز بإنتاجية تصل إلى 16600 م3 باليوم. ويتم إنشاء مصفاة جديدة سيصل إنتاجها عام 2016 إلى 2,4 مليون طن بالسنة.

### صناعة الأسماك
تشتهر أتيراو بصيد وتصنيع الأسماك.

## التعليم
هناك ثلاث مؤسسات رئيسية للتعليم العالي في أتيراو (جميعها حكومية): معهد أتيراو للهندسة والعلوم الإنسانية ، ومعهد أتيراو للنفط والغاز وجامعة ولاية أتيراو.

## التوأمة
- أكتاو، كازخستان
- أورال، كازخستان
- أكتوب، كازخستان
- أستراخان، روسيا
- سيكتيفكار، روسيا
- أشدود، إسرائيل

## صور

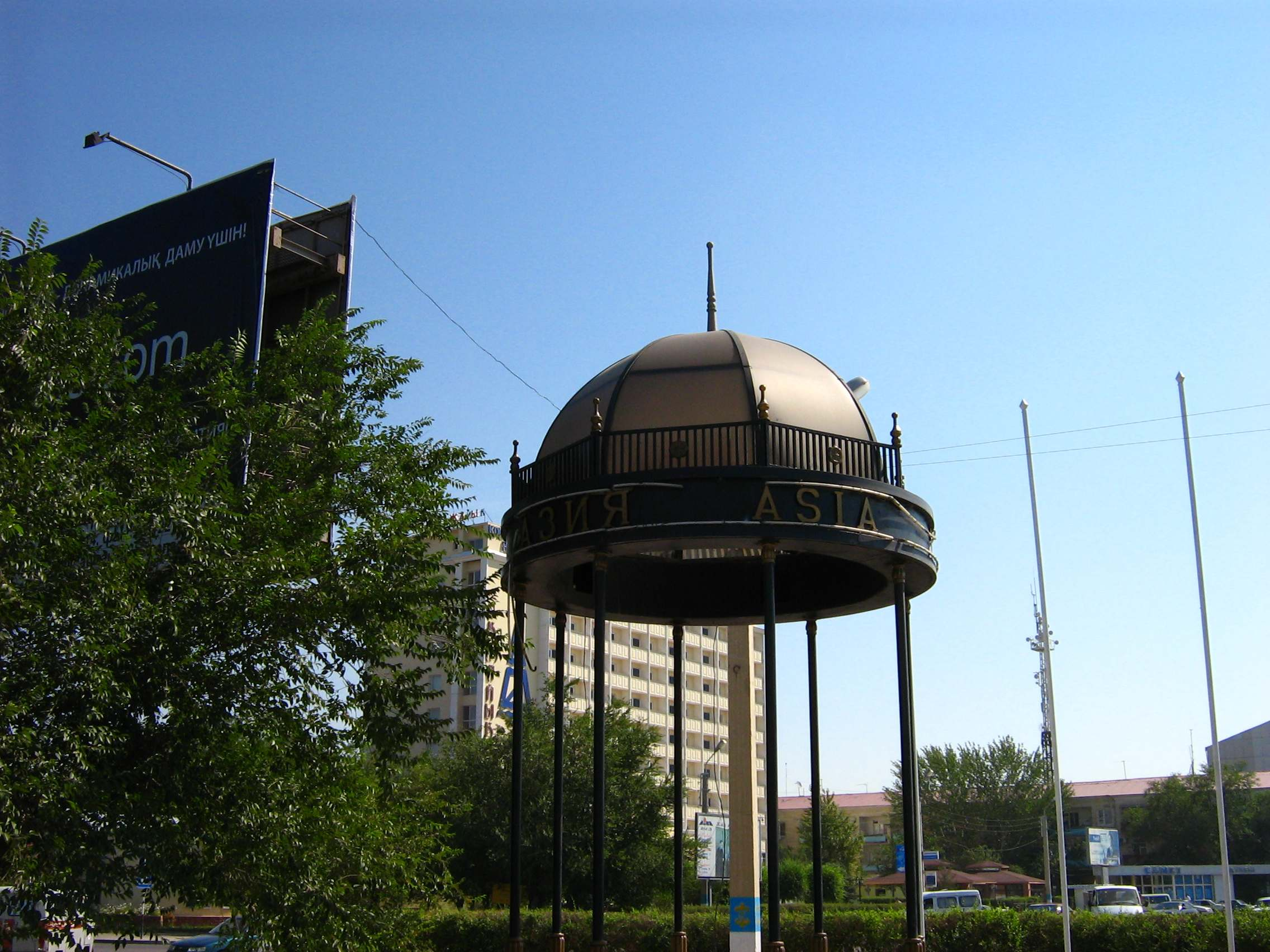
علامة الوصول إلى القسم الأسيوي من أتيراو
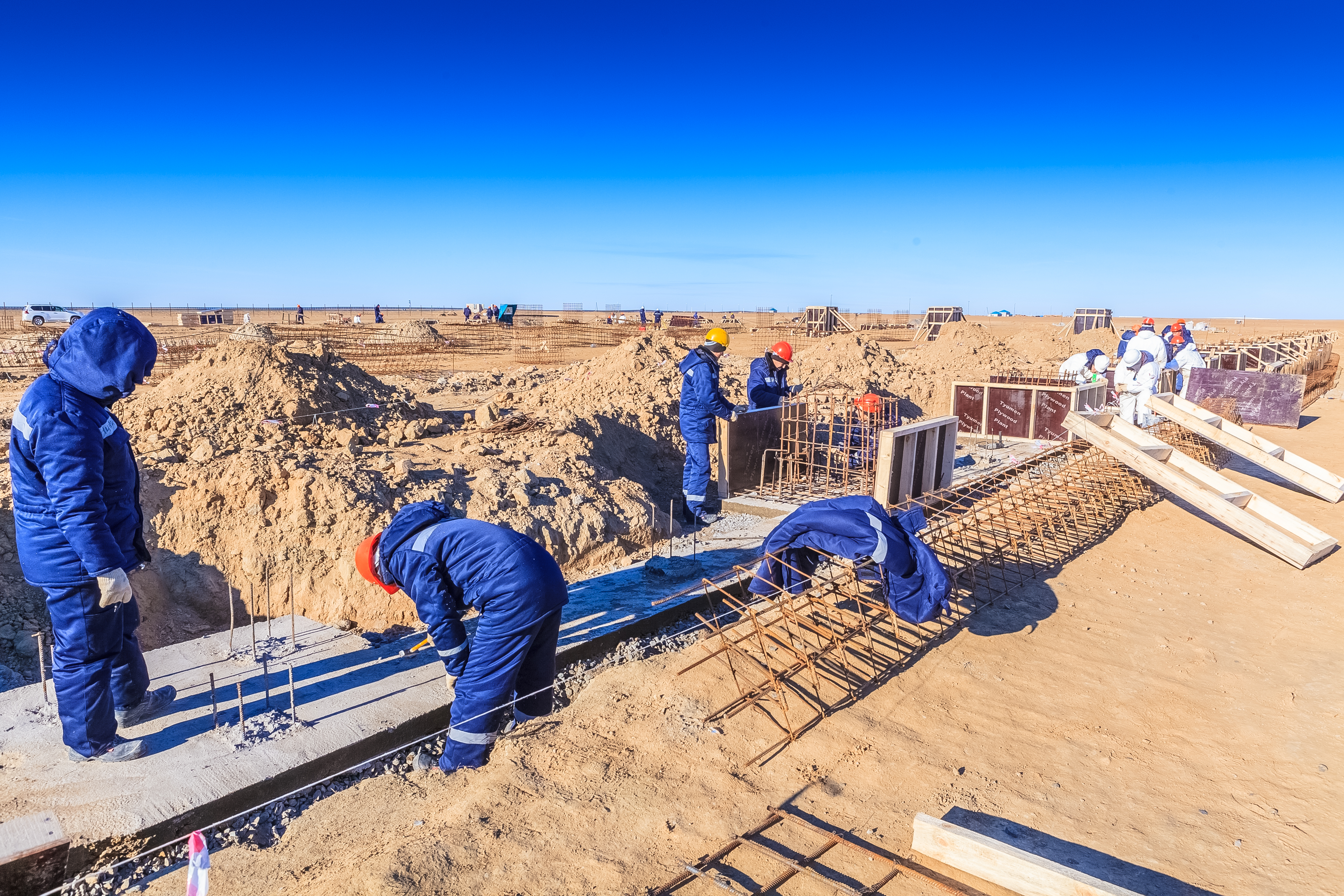
إنشاء مجمع صناعات الغاز في أتيراو
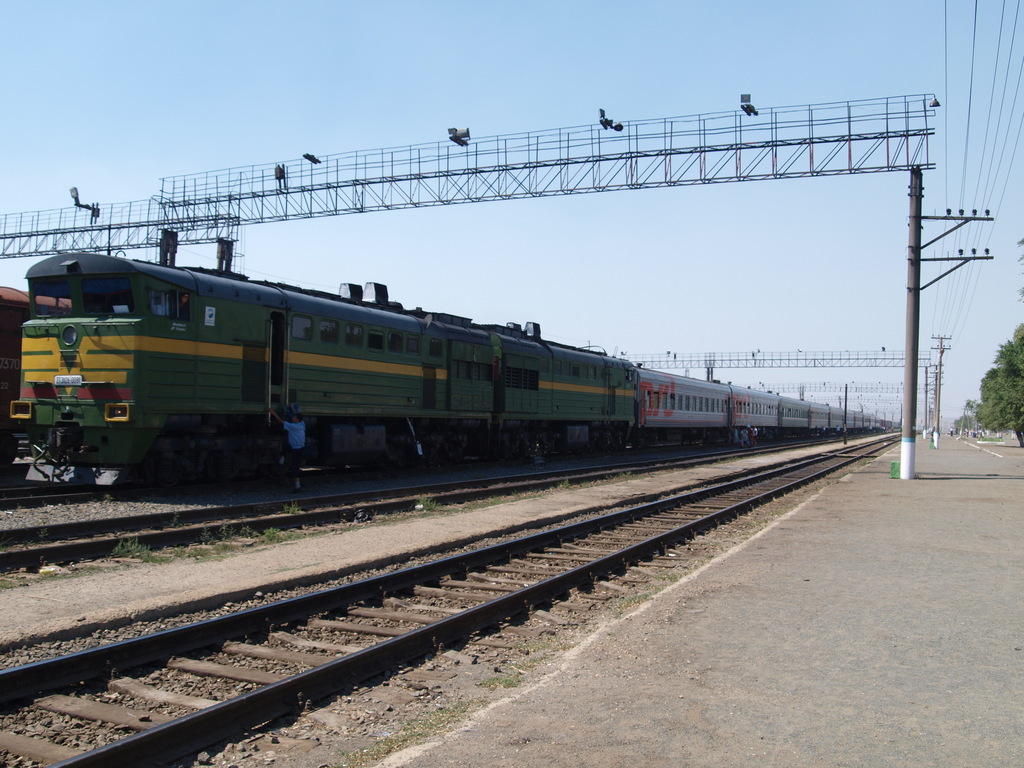
محطة قطارات أتيراو

### مزيد من الصور
- موقع إنغوار الروسي

## إقراء أيضا
- حقل تنغز
- مطار أتيراو